# Sequential Collation of Range

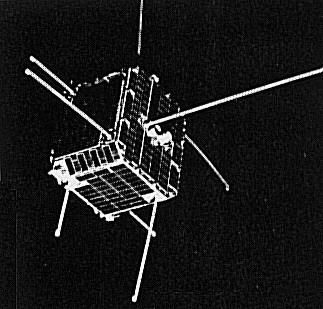
SECOR-Satellit

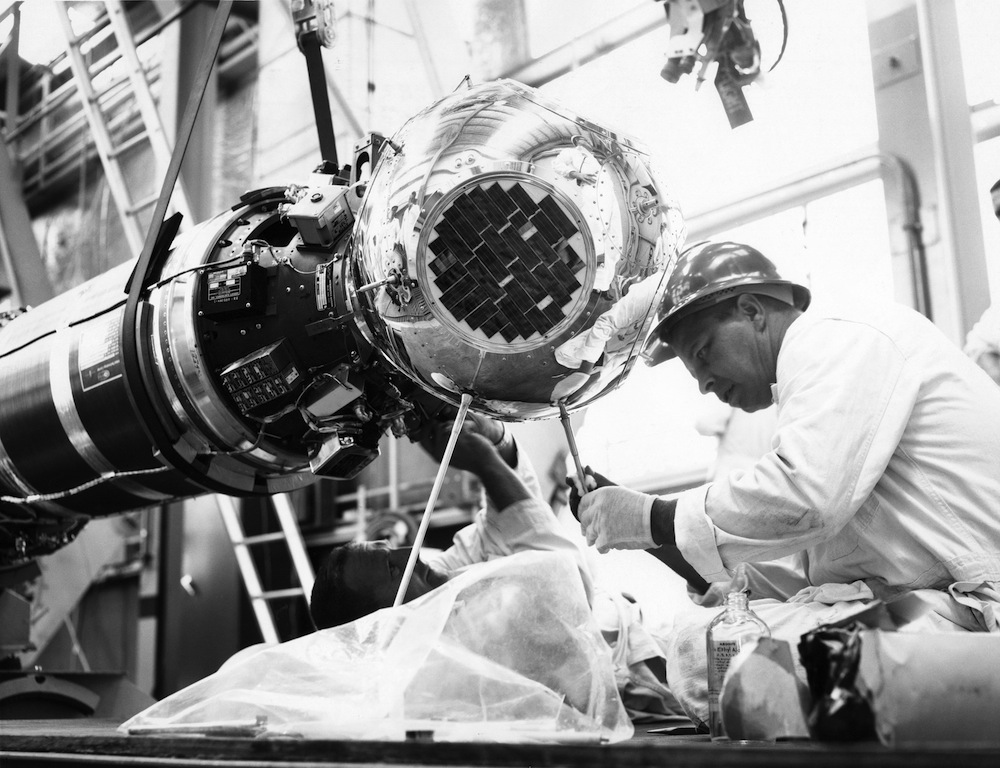
Ein Ingenieur nimmt letzte Anpassungen an einem SECOR-Satelliten vor

Sequential Collation of Range (SECOR) ist ein Mikrowellen-Verfahren zur Entfernungsmessung langer Strecken durch Phasenvergleich.
Das Verfahren wurde um 1960 für die Satellitengeodäsie entwickelt und erstmals beim Ende 1962 gestarteten Blitzlicht-Satellit ANNA 1B eingesetzt. Es misst die Raumstrecke zwischen Bodenstation und Satellit, indem dieser die Messimpulse mit einem Transponder beantwortet. Die Phasendifferenz der Signale ist ein Maß für die Entfernung. Die Vieldeutigkeit wird durch Verwendung von vier sehr unterschiedlichen Frequenzen gelöst, ähnlich wie beim damals entwickelten Tellurometer für terrestrische EDM.
Insgesamt wurden 14 kleine Satelliten für das SECOR-System gestartet, wovon 10 erfolgreich eine Erdumlaufbahn erreichten. Diese Satelliten wurden ebenfalls mit dem Namen SECOR oder alternativ mit EGRS (Electronic & Geodetic Ranging Satellite) bezeichnet.
Die Messgenauigkeit war mit 1–3 Meter für die 1960er-Jahre ein Spitzenwert, doch der Bau der Bodenstationen relativ aufwendig (Messhütte, mittelgroße Dachantenne, Steuerung). Deshalb wurden sie nach erfolgreichem Abschluss des SECOR Equatorial Network, das als erstes Vermessungsnetz die ganze Erde umspannte, nach und nach stillgelegt. Einige Jahre später konnte man mit Satellitenlasern (siehe Satellite Laser Ranging SLR) eine noch bessere Genauigkeit erreichen, die heute sogar im Millimeterbereich liegt.